# Hugh Griffith
Hugh Emrys Griffith (ur. 30 maja 1912 w Marian-glas, w Anglesey, zm. 14 maja 1980 w Londynie) − brytyjski aktor filmowy, teatralny i telewizyjny, laureat Oscara za rolę drugoplanową w filmie Ben-Hur. W 1964 powtórnie nominowany do nagrody dla najlepszego aktora drugoplanowego, Złotego Globu dla najlepszego aktora drugoplanowego i Nagrody Brytyjskiej Akademii Filmowej dla najlepszego aktora pierwszoplanowego za rolę w filmie Przygody Toma Jonesa (1963), jednak statuetki nie zdobył.

## Filmografia
- 1949: Szlachectwo zobowiązuje jako lord High Steward
- 1954: Milioner bez grosza jako Potter
- 1959: Ben-Hur jako szeik Ilderim
- 1960: Dzień, w którym obrabowano Bank Anglii jako O’Shea
- 1960: Exodus jako Mandria
- 1962: Bunt na Bounty jako John Adams
- 1963: Przygody Toma Jonesa jako Squire Western
- 1966: Jak ukraść milion dolarów jako Bonnet
- 1968: Oliver! jako sędzia
- 1968: Żyd Jakow jako Lebedev
- 1970: Zacznijcie rewolucję beze mnie jako król Ludwik XVI
- 1971: Odrażający dr Phibes jako Rabbi
- 1972: Dr Phibes powraca jako Harry Ambrose
- 1972: Opowieści kanterberyjskie jako sir January
- 1972: Co? jako Joseph Noblart
- 1976: The Passover Plot jako Józef Kajfasz
- 1977: Joseph Andrews jako Squire Western
- 1977: Ostatni film o Legii Cudzoziemskiej jako sędzia

## Nagrody
- Nagroda Akademii Filmowej 1959: Ben-Hur (Najlepszy aktor drugoplanowy)